# Lathyrus grandiflorus
Lathyrus grandiflorus là một loài thực vật có hoa trong họ Đậu. Loài này được Sibth. & Sm. miêu tả khoa học đầu tiên.